# Gadingsari (Pakem)
Gadingsari is een bestuurslaag in het regentschap Bondowoso van de provincie Oost-Java, Indonesië. Gadingsari telt 4118 inwoners (volkstelling 2010).